# 岡崎市立六ツ美北中学校
岡崎市立六ツ美北中学校（おかざきしりつ むつみきたちゅうがっこう）は、愛知県岡崎市井内町にある公立中学校。

## 概要

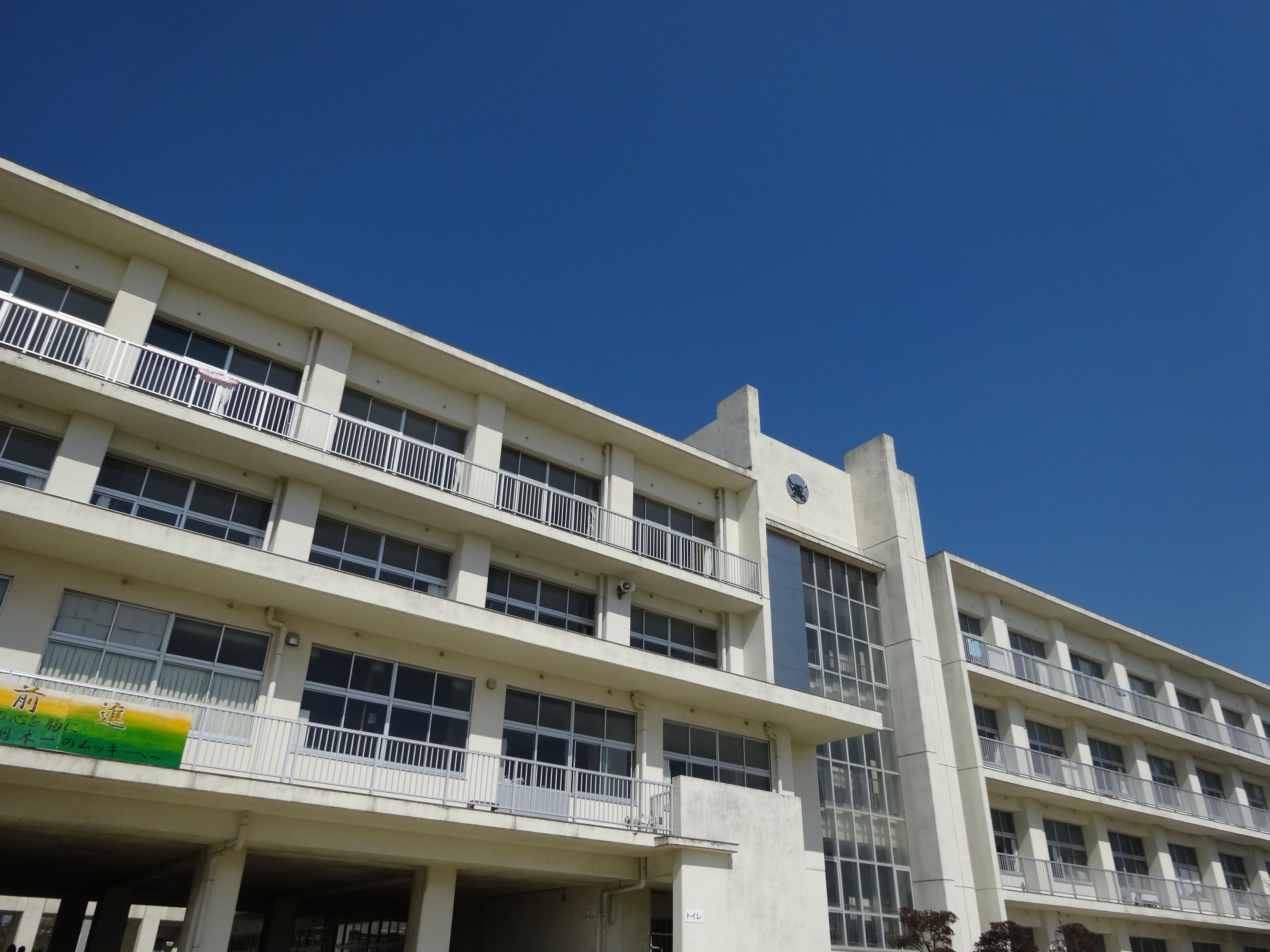
校舎

1992年（平成4年）に開校した。地元での略称は「ムッキー」。他にも六北（ろくほく、むつきた）、六ツ美北（むつみきた）等と呼ばれるが、岡崎市立六ツ美北部小学校との呼称が重なる。
| 調査日       | 生徒数 | 通常学級 | 特別支援学級 | 出典  |
| ------------ | ------ | -------- | ------------ | ----- |
| 2013年4月8日 | 894人  | 25       | 2            | [ 1 ] |
| 2019年5月1日 | 754人  | 22       | 2            | [ 2 ] |
| 2020年5月1日 | 774人  | 22       | 3            | [ 3 ] |
| 2021年5月1日 | 788人  | 22       | 4            | [ 4 ] |
| 2022年5月1日 | 790人  | 22       | 5            | [ 5 ] |

## 学区
| 小学校名                  | 町名                                       |
| ------------------------- | ------------------------------------------ |
| 六ツ美北部小学校 （全域） | 井内町、下和田町、土井町、野畑町、牧御堂町 |
| 六ツ美西部小学校 （全域） | 赤渋町、中之郷町、法性寺町、宮地町         |
| 城南小学校 （一部）       | 上和田町                                   |

## 歴史
- 1992年（平成4年） - 岡崎市立六ツ美中学校から分校し、開校。
- 2007年（平成19年） - 生徒増加のため校舎増築。
- 2008年（平成20年） - 駅伝部が全国3位の成績をおさめた。
- 2013年（平成25年） - 合唱部が全日本合唱コンクールで全国金賞をおさめた。
- 2019年（令和元年）
  - 11月16日 - 第68回愛知県中学校駅伝大会で女子駅伝部が大会記録を1分10秒更新し、初優勝した[6][7]。
  - 12月15日 - 第27回全国中学校駅伝大会で女子駅伝部が初出場で初優勝した[8][9]。

## 部活動
部活動の練習は、朝は7時15分より、授業後は最終下校時刻まで可能である。弁当持参の日や、テスト期間中は朝練は禁止となる。

### 運動部
- サッカー部
- 野球部
- テニス部（女子･男子）
- バレー部（女子)
- バスケ部（女子･男子）
- 卓球部（女子･男子）
- 陸上部（女子･男子）
- 水泳部（女子･男子）
- 剣道部（女子･男子）
- 駅伝部
- 柔道部

### 文化部
- 吹奏楽部
- 合唱部
- 文芸部
- 研究部
- 美術部
- 家庭科部

### 廃部
- ハンド部（女子）（2016度夏に廃部）
- 国際理解部（2016年度文化祭をもって廃部）

## 交通アクセス
- 名鉄東部交通バス（東岡崎 - 西尾）「井内農協前」バス停下車、南へ300m

## 著名な出身者
- 出羽疾風龍二（大相撲力士）
- 中村明彦（陸上競技選手、ロンドン・オリンピック日本代表）[10]
- いしづかあつこ（アニメーション監督）[11]
- 大川立樹（フジテレビアナウンサー）[12]